# Apricale
Apricale es un municipio situado en la provincia de Imperia, en Liguria. Tiene una población estimada, a fines de marzo de 2024, de 607 habitantes.
Forma parte de la asociación I Borghi più Belli d'Italia (Los Pueblos más Bonitos de Italia).
Desde 2014 el pueblo acoge el evento "Apricale Tango", que en la primera semana de enero atrae a numerosos amantes del tango con eventos, veladas de baile y espectáculos.

## Evolución demográfica
| Gráfica de evolución demográfica de Apricale entre 1861 y 2024 |
|                                                                |
| Fuente: ISTAT - Elaboración gráfica de Wikipedia               |